# Brivio (famiglia)

Stemma di Casa Brivio

La Casata dei Brivio, successivamente nota anche come Brivio Sforza, è un'antica famiglia patrizia milanese, originaria del borgo fortificato di Brivio, sull'Adda. Secondo una tradizione genealogica attestata a partire dal XVII secolo, i Brivio sarebbero discesi da un ramo secondario dei Duchi di Brunswick, della stirpe dei Guelfi, giunti in Italia al seguito degli imperatori ottoniani. Questa presunta origine germanica sarebbe confermata, secondo tale tradizione, dall'uso del motto araldico in lingua tedesca Also fest vor Gott e dalla presenza in documenti medievali del soprannome Todesco o Todeschino attribuito ad alcuni membri del casato.
Al di là delle ipotesi genealogiche d'origine transalpina, la famiglia Brivio è storicamente documentata in Lombardia a partire dal XIII secolo, con Guglielmo, citato in un atto del 1251 come abitante nel castello di Brivio. La storiografia moderna tende a collegare i Brivio ad antichi signori longobardi del territorio, in particolare ad Alcherio di Airuno, citato come dominus di Airuno e Brivio nel X secolo. A partire dal XIV secolo, il casato si affermò nel patriziato cittadino di Milano e della pieve di Monza, acquisendo numerosi titoli nobiliari e vasti possessi fondiari in Brianza, nel Lodigiano e nel Melegnanese. Distintasi per l'esercizio di cariche pubbliche e ruoli diplomatici, la famiglia ebbe un ruolo di rilievo nella storia milanese tra il XV e il XIX secolo. Il ramo dei Brivio Sforza, tuttora esistente, ottenne nel XVII secolo il titolo di Marchese e numerose investiture feudali nel Ducato di Milano.

## Storia

### Origini
Le prime attestazioni certe della famiglia Brivio risalgono al XIII secolo, con Guglielmo, citato in un atto del 1251 come abitante del castello di Brivio, da cui il casato trasse presumibilmente il nome. Tuttavia, membri della stirpe sono documentati anche nei secoli precedenti: nel 1150 un Ugone Brivio fu giudice a Monza, e nel 1197 un Manfredo è menzionato come domini Enrici imperatoris notarius, al servizio della cancelleria imperiale di Enrico VI di Svevia.
Secondo una tradizione genealogica diffusa in età moderna, i Brivio sarebbero discesi da un ramo dei Duchi di Brunswick, giunti in Italia al seguito degli imperatori ottoniani. Questa presunta origine transalpina fu utilizzata per spiegare l'adozione del motto araldico in lingua tedesca Also fest vor Gott, associato all'antico stemma della casata. La storiografia moderna, tuttavia, collega più verosimilmente la famiglia ad antichi signori longobardi del territorio di Airuno, in particolare ad Alcherio di Airuno, menzionato come dominus di Brivio nel X secolo.

### XIV e XV secolo
A partire dal XIV secolo, la famiglia si radicò nel patriziato urbano di Milano, esercitando incarichi pubblici e ottenendo progressiva visibilità politica. Delfinolo Brivio, vissuto tra il 1380 e il 1410, fu ambasciatore di Bernabò Visconti presso Giovanni I d'Aragona e consigliere di Caterina Visconti. Fu lui, secondo alcuni genealogisti, a fondare il ramo detto di Franciscolo, da cui discendono i Brivio che detennero la Signoria sulla Corte di Luzzaria, le acque del Lambro e la Vettabbia.
Nel corso del XV secolo, Giacomo Stefano Brivio fu Deputato alla Fabbrica del Duomo e Questore del Magistrato delle Entrate. Suo figlio, Giovanni Francesco, fu Signore di Melegnano e vicario di Ludovico il Moro. La famiglia ottenne ampie concessioni territoriali e giurisdizionali in ambito milanese e lodigiano.

### XVI e XVII secolo
Nel XVI secolo Dionigi Brivio fu Cavaliere Aurato e governatore di diverse piazze lombarde. Tra il 1513 e il 1532 i Brivio furono titolari, come conti e signori, del feudo di Melegnano, perduto in seguito a un contenzioso con Gian Giacomo Medici. Al 1592 risale la concessione della Signoria di Cavagnera a un ramo cadetto della casata.
Il conferimento più importante avvenne nel 1627, quando Cesare Brivio ricevette da Filippo IV di Spagna l'investitura sui feudi di Santa Maria in Prato, Casalmaiocco, Sordio, Roncoli e Isola Balba, con facoltà di assumere il titolo di marchese. Da lui discende il ramo oggi noto come Brivio Sforza, a cui si deve anche l'acquisizione della Villa Belgiojoso Brivio Sforza a Merate.
Nel medesimo periodo altri membri della famiglia consolidarono il possesso di feudi minori nei pressi di Pairana, Carpiano e Colturano, rafforzando la presenza della casata nell'entroterra sud-orientale del ducato.

### XVIII e XIX secolo
Nel corso del XVIII secolo fu riconosciuto un nuovo titolo marchionale al ramo Brivio di Pavia, con l'elevazione a marchese di un esponente della linea locale già attiva nella vita politica e giudiziaria del Senato di Milano. Contestualmente, al ramo dei Brivio di Brochles furono conferiti il titolo di Conte di Brochles e la Signoria di Montevecchia, a conferma del prestigio raggiunto dalla famiglia anche al di fuori del tradizionale ambito milanese. In questo periodo, numerosi membri della casata ricoprirono cariche nella Regia Camera e nelle Congregazioni centrali del Ducato di Milano sotto amministrazione asburgica, tra cui va ricordato Carlo Brivio, consigliere della Giunta del Censimento e componente della Reale Accademia di Scienze e Belle Lettere di Mantova.
Nel XIX secolo la famiglia Brivio mantenne un ruolo di primo piano nel panorama aristocratico lombardo, con esponenti iscritti al patriziato di Milano e attivi nella vita municipale. Il marchese Annibale Brivio Sforza (1790-1861) fu membro del Consiglio comunale di Milano durante il periodo della Restaurazione e sostenitore delle istanze riformiste moderate. Un altro esponente, Giuseppe Brivio (1818-1872), partecipò ai moti del 1848 e fu tra i promotori del Circolo Costituzionale lombardo, legato alle posizioni di Carlo Cattaneo. 
Dopo l'unità d'Italia, la famiglia ottenne il riconoscimento ufficiale dei titoli nobiliari da parte del Regno d'Italia, mantenendo il trattamento di Don e Donna per i membri di entrambi i sessi. Il titolo di Marchese di Santa Maria in Prato fu confermato per successione primogenita al ramo Brivio Sforza, mentre i titoli comitali e signorili vennero trasmessi ad altri rami cadetti, in particolare quelli stabilitisi nel lodigiano e nel territorio di Merate.

### Epoca recente
Durante il XX secolo il ramo primogenito dei Brivio Sforza mantenne la titolarità del marchesato di Santa Maria in Prato, regolarmente trasmesso per via ereditaria. Il marchese Annibale Brivio Sforza, ultimo a ricevere formale riconoscimento nobiliare secondo le normative del Regno d'Italia, promosse la tutela del patrimonio archivistico familiare, parte del quale è oggi conservato presso la Biblioteca Ambrosiana e oggetto di inventariazione da parte della Soprintendenza archivistica per la Lombardia.
Con la sua scomparsa nel 1988, la rappresentanza dinastica e la titolarità del titolo marchionale sono passate al figlio Giacomo Brivio Sforza, padre dell'attuale capo del casato, Annibale Giacomo, XIV marchese di Santa Maria in Prato. La famiglia ha conservato un ruolo di presenza nel contesto culturale e documentario lombardo, in particolare attraverso attività di conservazione e valorizzazione delle proprie memorie storiche.
Nel XXI secolo il ramo Brivio Sforza continua a essere presente nell'ambito della conservazione del patrimonio storico e nobiliare familiare. La famiglia è coinvolta in attività legate alla tutela di Rocca Brivio, antica residenza situata nel territorio di San Giuliano Milanese, sottoposta a vincolo monumentale dalla Soprintendenza Archeologia, Belle Arti e Paesaggio per la Città Metropolitana di Milano.

## Altre famiglie
Esistono altre famiglie portanti il cognome Brivio, non si ha la certezza se esse siano in qualche modo collegate genealogicamente alla più celebre famiglia milanese.
Da un Pietro Brivio, vivente nel XV secolo e sposato a Caterina Carcano, discendono i Brivio di Montevecchia che, nella persona di Giacomo, ottennero nel 1708 il titolo di Conti di Brochles (feudo situato nell'allora Regno di Ungheria) e nel 1713 di Signori di Montevecchia. Di questa famiglia sono degni di nota Giuseppe Ferdinando Brivio, musicista, impresario del Teatro Ducale di Milano e compositore di opere liriche.
Nel 1738 una famiglia Brivio di Pavia ottenne il titolo di Marchese per concessione imperiale.
Infine, esiste una famiglia Brivio nel Lazio, che ebbe il titolo di Patrizi Sabini.

## Marchesi di Santa Maria in Prato (1627-attuale)
Il titolo di Marchese di Santa Maria in Prato fu concesso con diploma del 2 agosto 1627 da Filippo IV di Spagna a Cesare Brivio, esponente del patriziato milanese. Il titolo fu riconosciuto dal Senato di Milano con decreto del 2 settembre dello stesso anno. La dignità marchionale è tuttora rappresentata dal ramo primogenito della famiglia Brivio Sforza.
- Cesare Brivio (1573-1634), I marchese di Santa Maria in Prato;
- Francesco Brivio (1600-1640), II marchese, figlio del precedente;
- Sforza Brivio (1611-1660), III marchese, fratello del precedente;
- Luigi Brivio (1617-1676), IV marchese, fratello del precedente;
- Cesare Brivio (1662-1723), V marchese, figlio del precedente;
- Luigi Gaetano Brivio (1692-1766), VI marchese, figlio del precedente;
- Sforza Brivio (1722-1799), VII marchese, figlio del precedente;
- Cesare Brivio Sforza (1750-1817), VIII marchese, nipote del precedente;
- Annibale Brivio Sforza (1782-1851), IX marchese, figlio del precedente;
- Giacomo Brivio Sforza (1819-1901), X marchese, figlio del precedente;
- Cesare Annibale Brivio Sforza (1857-1925), XI marchese, figlio del precedente;
- Annibale Brivio Sforza (1892-1988), XII marchese, figlio del precedente;
- Giacomo Luigi Brivio Sforza (1918-1994), XIII marchese, figlio del precedente;
- Annibale Giacomo Brivio Sforza (n. 1948), XIV marchese, figlio del precedente.

## Albero genealogico
|                     |                     |                         |                         |                                                                                                   |                                                                                                   |                               |                               |                       |                                                                              |                                                                              |                                                                            | | |                                                                        |                                                                                   |                                                                                              | | |                                                                        |                                                                        |                                                                           |                                                                                        |                                                                                        |                                                                    |                                                                               |                                                                               |                                                               |                                                               |                                                                     | | | | |                                             |                                    |                                    |                                                       |                                                       |                                    |                   |                                  |                                  |                                   |                                                       |                                                       |                                         |                       |                       |                   |                   |                              |                                                       |                                                       |                    |                   |                   |                  |                  |
|                     |                     |                         |                         |                                                                                                   |                                                                                                   |                               |                               |                       |                                                                              |                                                                              |                                                                            | | |                                                                        |                                                                                   |                                                                                              | | |                                                                        |                                                                        |                                                                           | Guglielmo fl. 1251 ?                                                                   |                                                                                        |                                                                    |                                                                               |                                                                               |                                                               |                                                               |                                                                     | | | | |                                             |                                    |                                    |                                                       |                                                       |                                    |                   |                                  |                                  |                                   |                                                       |                                                       |                                         |                       |                       |                   |                   |                              |                                                       |                                                       |                    |                   |                   |                  |                  |
|                     |                     |                         |                         |                                                                                                   |                                                                                                   |                               |                               |                       |                                                                              |                                                                              |                                                                            | | |                                                                        |                                                                                   |                                                                                              | | |                                                                        |                                                                        |                                                                           |                                                                                        |                                                                                        |                                                                    |                                                                               |                                                                               |                                                               |                                                               |                                                                     | | | | |                                             |                                    |                                    |                                                       |                                                       |                                    |                   |                                  |                                  |                                   |                                                       |                                                       |                                         |                       |                       |                   |                   |                              |                                                       |                                                       |                    |                   |                   |                  |                  |
|                     |                     |                         |                         |                                                                                                   |                                                                                                   |                               |                               |                       |                                                                              |                                                                              |                                                                            | | |                                                                        |                                                                                   |                                                                                              | | |                                                                        |                                                                        |                                                                           |                                                                                        |                                                                                        |                                                                    |                                                                               |                                                                               |                                                               |                                                               |                                                                     | | | | |                                             |                                    |                                    |                                                       |                                                       |                                    |                   |                                  |                                  |                                   |                                                       |                                                       |                                         |                       |                       |                   |                   |                              |                                                       |                                                       |                    |                   |                   |                  |                  |
|                     |                     |                         |                         |                                                                                                   |                                                                                                   |                               |                               |                       |                                                                              |                                                                              |                                                                            | | |                                                                        |                                                                                   |                                                                                              | | |                                                                        |                                                                        |                                                                           | Ambrogio *? † post 1251 ?                                                              |                                                                                        |                                                                    |                                                                               |                                                                               |                                                               |                                                               |                                                                     | | | | |                                             |                                    |                                    |                                                       |                                                       |                                    |                   |                                  |                                  |                                   |                                                       |                                                       |                                         |                       |                       |                   |                   |                              |                                                       |                                                       |                    |                   |                   |                  |                  |
|                     |                     |                         |                         |                                                                                                   |                                                                                                   |                               |                               |                       |                                                                              |                                                                              |                                                                            | | |                                                                        |                                                                                   |                                                                                              | | |                                                                        |                                                                        |                                                                           |                                                                                        |                                                                                        |                                                                    |                                                                               |                                                                               |                                                               |                                                               |                                                                     | | | | |                                             |                                    |                                    |                                                       |                                                       |                                    |                   |                                  |                                  |                                   |                                                       |                                                       |                                         |                       |                       |                   |                   |                              |                                                       |                                                       |                    |                   |                   |                  |                  |
|                     |                     |                         |                         |                                                                                                   |                                                                                                   |                               |                               |                       |                                                                              |                                                                              |                                                                            | | |                                                                        |                                                                                   |                                                                                              | | |                                                                        |                                                                        |                                                                           |                                                                                        |                                                                                        |                                                                    |                                                                               |                                                                               |                                                               |                                                               |                                                                     | | | | |                                             |                                    |                                    |                                                       |                                                       |                                    |                   |                                  |                                  |                                   |                                                       |                                                       |                                         |                       |                       |                   |                   |                              |                                                       |                                                       |                    |                   |                   |                  |                  |
|                     |                     |                         |                         |                                                                                                   |                                                                                                   |                               |                               |                       |                                                                              |                                                                              |                                                                            | | |                                                                        |                                                                                   |                                                                                              | | |                                                                        | Stefano † post 1331 ?                                                  | Stefano † post 1331 ?                                                     | Todesco † post 1272 ?                                                                  | Todesco † post 1272 ?                                                                  | Giacomo †1270 ?                                                    | Giacomo †1270 ?                                                               |                                                                               |                                                               |                                                               |                                                                     | | | | |                                             |                                    |                                    |                                                       |                                                       |                                    |                   |                                  |                                  |                                   |                                                       |                                                       |                                         |                       |                       |                   |                   |                              |                                                       |                                                       |                    |                   |                   |                  |                  |
|                     |                     |                         |                         |                                                                                                   |                                                                                                   |                               |                               |                       |                                                                              |                                                                              |                                                                            | | |                                                                        |                                                                                   |                                                                                              | | |                                                                        |                                                                        |                                                                           |                                                                                        |                                                                                        |                                                                    |                                                                               |                                                                               |                                                               |                                                               |                                                                     | | | | |                                             |                                    |                                    |                                                       |                                                       |                                    |                   |                                  |                                  |                                   |                                                       |                                                       |                                         |                       |                       |                   |                   |                              |                                                       |                                                       |                    |                   |                   |                  |                  |
|                     |                     |                         |                         |                                                                                                   |                                                                                                   |                               |                               |                       |                                                                              |                                                                              |                                                                            | | |                                                                        |                                                                                   |                                                                                              | | |                                                                        |                                                                        |                                                                           |                                                                                        |                                                                                        |                                                                    |                                                                               |                                                                               |                                                               |                                                               |                                                                     | | | | |                                             |                                    |                                    |                                                       |                                                       |                                    |                   |                                  |                                  |                                   |                                                       |                                                       |                                         |                       |                       |                   |                   |                              |                                                       |                                                       |                    |                   |                   |                  |                  |
|                     |                     |                         |                         |                                                                                                   |                                                                                                   |                               |                               |                       |                                                                              |                                                                              |                                                                            | | |                                                                        |                                                                                   |                                                                                              | | |                                                                        |                                                                        |                                                                           | Giovanni *? †? ?                                                                       |                                                                                        |                                                                    |                                                                               |                                                                               |                                                               |                                                               |                                                                     | | | | |                                             |                                    |                                    |                                                       |                                                       |                                    |                   |                                  |                                  |                                   |                                                       |                                                       |                                         |                       |                       |                   |                   |                              |                                                       |                                                       |                    |                   |                   |                  |                  |
|                     |                     |                         |                         |                                                                                                   |                                                                                                   |                               |                               |                       |                                                                              |                                                                              |                                                                            | | |                                                                        |                                                                                   |                                                                                              | | |                                                                        |                                                                        |                                                                           |                                                                                        |                                                                                        |                                                                    |                                                                               |                                                                               |                                                               |                                                               |                                                                     | | | | |                                             |                                    |                                    |                                                       |                                                       |                                    |                   |                                  |                                  |                                   |                                                       |                                                       |                                         |                       |                       |                   |                   |                              |                                                       |                                                       |                    |                   |                   |                  |                  |
|                     |                     |                         |                         |                                                                                                   |                                                                                                   |                               |                               |                       |                                                                              |                                                                              |                                                                            | | |                                                                        |                                                                                   |                                                                                              | | |                                                                        |                                                                        |                                                                           |                                                                                        |                                                                                        |                                                                    |                                                                               |                                                                               |                                                               |                                                               |                                                                     | | | | |                                             |                                    |                                    |                                                       |                                                       |                                    |                   |                                  |                                  |                                   |                                                       |                                                       |                                         |                       |                       |                   |                   |                              |                                                       |                                                       |                    |                   |                   |                  |                  |
|                     |                     |                         |                         |                                                                                                   |                                                                                                   |                               |                               |                       |                                                                              |                                                                              |                                                                            | | |                                                                        |                                                                                   |                                                                                              | | |                                                                        |                                                                        | Franzino †1351 ?                                                          | Franzino †1351 ?                                                                       | Giacomo †1396 ?                                                                        | Giacomo †1396 ?                                                    |                                                                               |                                                                               |                                                               |                                                               |                                                                     | | | | |                                             |                                    |                                    |                                                       |                                                       |                                    |                   |                                  |                                  |                                   |                                                       |                                                       |                                         |                       |                       |                   |                   |                              |                                                       |                                                       |                    |                   |                   |                  |                  |
|                     |                     |                         |                         |                                                                                                   |                                                                                                   |                               |                               |                       |                                                                              |                                                                              |                                                                            | | |                                                                        |                                                                                   |                                                                                              | | |                                                                        |                                                                        |                                                                           |                                                                                        |                                                                                        |                                                                    |                                                                               |                                                                               |                                                               |                                                               |                                                                     | | | | |                                             |                                    |                                    |                                                       |                                                       |                                    |                   |                                  |                                  |                                   |                                                       |                                                       |                                         |                       |                       |                   |                   |                              |                                                       |                                                       |                    |                   |                   |                  |                  |
|                     |                     |                         |                         |                                                                                                   |                                                                                                   |                               |                               |                       |                                                                              |                                                                              |                                                                            | | |                                                                        |                                                                                   |                                                                                              | | |                                                                        |                                                                        |                                                                           |                                                                                        |                                                                                        |                                                                    |                                                                               |                                                                               |                                                               |                                                               |                                                                     | | | | |                                             |                                    |                                    |                                                       |                                                       |                                    |                   |                                  |                                  |                                   |                                                       |                                                       |                                         |                       |                       |                   |                   |                              |                                                       |                                                       |                    |                   |                   |                  |                  |
|                     |                     |                         |                         |                                                                                                   |                                                                                                   |                               |                               |                       |                                                                              |                                                                              |                                                                            | | |                                                                        |                                                                                   |                                                                                              | | |                                                                        |                                                                        |                                                                           |                                                                                        | Maffiolo †1408 ?                                                                       |                                                                    |                                                                               |                                                                               |                                                               |                                                               |                                                                     | | | | |                                             |                                    |                                    |                                                       |                                                       |                                    |                   |                                  |                                  |                                   |                                                       |                                                       |                                         |                       |                       |                   |                   |                              |                                                       |                                                       |                    |                   |                   |                  |                  |
|                     |                     |                         |                         |                                                                                                   |                                                                                                   |                               |                               |                       |                                                                              |                                                                              |                                                                            | | |                                                                        |                                                                                   |                                                                                              | | |                                                                        |                                                                        |                                                                           |                                                                                        |                                                                                        |                                                                    |                                                                               |                                                                               |                                                               |                                                               |                                                                     | | | | |                                             |                                    |                                    |                                                       |                                                       |                                    |                   |                                  |                                  |                                   |                                                       |                                                       |                                         |                       |                       |                   |                   |                              |                                                       |                                                       |                    |                   |                   |                  |                  |
|                     |                     |                         |                         |                                                                                                   |                                                                                                   |                               |                               |                       |                                                                              |                                                                              |                                                                            | | |                                                                        |                                                                                   |                                                                                              | | |                                                                        |                                                                        |                                                                           |                                                                                        |                                                                                        |                                                                    |                                                                               |                                                                               |                                                               |                                                               |                                                                     | | | | |                                             |                                    |                                    |                                                       |                                                       |                                    |                   |                                  |                                  |                                   |                                                       |                                                       |                                         |                       |                       |                   |                   |                              |                                                       |                                                       |                    |                   |                   |                  |                  |
|                     |                     |                         |                         |                                                                                                   |                                                                                                   |                               |                               |                       |                                                                              |                                                                              |                                                                            | | |                                                                        |                                                                                   |                                                                                              | | |                                                                        |                                                                        |                                                                           | Franciscolo †1438 Maddalena de Alzate senza eredi                                      | Franciscolo †1438 Maddalena de Alzate senza eredi                                      | Franzino †1449 Antonia Borri                                       | Franzino †1449 Antonia Borri                                                  |                                                                               |                                                               |                                                               |                                                                     | | | | |                                             |                                    |                                    |                                                       |                                                       |                                    |                   |                                  |                                  |                                   |                                                       |                                                       |                                         |                       |                       |                   |                   |                              |                                                       |                                                       |                    |                   |                   |                  |                  |
|                     |                     |                         |                         |                                                                                                   |                                                                                                   |                               |                               |                       |                                                                              |                                                                              |                                                                            | | |                                                                        |                                                                                   |                                                                                              | | |                                                                        |                                                                        |                                                                           |                                                                                        |                                                                                        |                                                                    |                                                                               |                                                                               |                                                               |                                                               |                                                                     | | | | |                                             |                                    |                                    |                                                       |                                                       |                                    |                   |                                  |                                  |                                   |                                                       |                                                       |                                         |                       |                       |                   |                   |                              |                                                       |                                                       |                    |                   |                   |                  |                  |
|                     |                     |                         |                         |                                                                                                   |                                                                                                   |                               |                               |                       |                                                                              |                                                                              |                                                                            | | |                                                                        |                                                                                   |                                                                                              | | |                                                                        |                                                                        |                                                                           |                                                                                        |                                                                                        |                                                                    |                                                                               |                                                                               |                                                               |                                                               |                                                                     | | | | |                                             |                                    |                                    |                                                       |                                                       |                                    |                   |                                  |                                  |                                   |                                                       |                                                       |                                         |                       |                       |                   |                   |                              |                                                       |                                                       |                    |                   |                   |                  |                  |
|                     |                     |                         |                         |                                                                                                   |                                                                                                   |                               |                               |                       |                                                                              |                                                                              |                                                                            | | |                                                                        |                                                                                   |                                                                                              | | |                                                                        |                                                                        | Giacomo Stefano †1484 Antonia Gallerani                                   | Giacomo Stefano †1484 Antonia Gallerani                                                | Elisabetta *? †? Martino Terzaghi                                                      | Elisabetta *? †? Martino Terzaghi                                  | Orsina *? †? Francesco Martignoni                                             | Orsina *? †? Francesco Martignoni                                             | Anastasia *? †? Gaspare Dugnani                               | Anastasia *? †? Gaspare Dugnani                               |                                                                     | | | | |                                             |                                    |                                    |                                                       |                                                       |                                    |                   |                                  |                                  |                                   |                                                       |                                                       |                                         |                       |                       |                   |                   |                              |                                                       |                                                       |                    |                   |                   |                  |                  |
|                     |                     |                         |                         |                                                                                                   |                                                                                                   |                               |                               |                       |                                                                              |                                                                              |                                                                            | | |                                                                        |                                                                                   |                                                                                              | | |                                                                        |                                                                        |                                                                           |                                                                                        |                                                                                        |                                                                    |                                                                               |                                                                               |                                                               |                                                               |                                                                     | | | | |                                             |                                    |                                    |                                                       |                                                       |                                    |                   |                                  |                                  |                                   |                                                       |                                                       |                                         |                       |                       |                   |                   |                              |                                                       |                                                       |                    |                   |                   |                  |                  |
|                     |                     |                         |                         |                                                                                                   |                                                                                                   |                               |                               |                       |                                                                              |                                                                              |                                                                            | | |                                                                        |                                                                                   |                                                                                              | | |                                                                        |                                                                        |                                                                           |                                                                                        |                                                                                        |                                                                    |                                                                               |                                                                               |                                                               |                                                               |                                                                     | | | | |                                             |                                    |                                    |                                                       |                                                       |                                    |                   |                                  |                                  |                                   |                                                       |                                                       |                                         |                       |                       |                   |                   |                              |                                                       |                                                       |                    |                   |                   |                  |                  |
|                     |                     |                         |                         |                                                                                                   |                                                                                                   |                               |                               |                       |                                                                              |                                                                              |                                                                            | | |                                                                        |                                                                                   |                                                                                              | Zanetta †1506 1.Giovanni Luigi Bossi 2.Giovanni Francesco Borri                                                 | Zanetta †1506 1.Giovanni Luigi Bossi 2.Giovanni Francesco Borri                                                 | Susanna †1483 Francesco Osio                                           | Susanna †1483 Francesco Osio                                           | Giovanni Francesco, I conte di Melegnano *1460 †1517 Margherita Landriani | Giovanni Francesco, I conte di Melegnano *1460 †1517 Margherita Landriani              | Alessandro *1462 †1506 Lucrezia Visconti di Groppello                                  | Alessandro *1462 †1506 Lucrezia Visconti di Groppello              | Luigi *1464 †1509 Ludovica Crivelli                                           | Luigi *1464 †1509 Ludovica Crivelli                                           |                                                               |                                                               |                                                                     | | | | |                                             |                                    |                                    |                                                       |                                                       |                                    |                   |                                  |                                  |                                   |                                                       |                                                       |                                         |                       |                       |                   |                   |                              |                                                       |                                                       |                    |                   |                   |                  |                  |
|                     |                     |                         |                         |                                                                                                   |                                                                                                   |                               |                               |                       |                                                                              |                                                                              |                                                                            | | |                                                                        |                                                                                   |                                                                                              | | |                                                                        |                                                                        |                                                                           |                                                                                        |                                                                                        |                                                                    |                                                                               |                                                                               |                                                               |                                                               |                                                                     | | | | |                                             |                                    |                                    |                                                       |                                                       |                                    |                   |                                  |                                  |                                   |                                                       |                                                       |                                         |                       |                       |                   |                   |                              |                                                       |                                                       |                    |                   |                   |                  |                  |
|                     |                     |                         |                         |                                                                                                   |                                                                                                   |                               |                               |                       |                                                                              |                                                                              |                                                                            | | |                                                                        |                                                                                   |                                                                                              | | |                                                                        |                                                                        |                                                                           |                                                                                        |                                                                                        |                                                                    |                                                                               |                                                                               |                                                               |                                                               |                                                                     | | | | |                                             |                                    |                                    |                                                       |                                                       |                                    |                   |                                  |                                  |                                   |                                                       |                                                       |                                         |                       |                       |                   |                   |                              |                                                       |                                                       |                    |                   |                   |                  |                  |
|                     |                     |                         |                         |                                                                                                   |                                                                                                   |                               |                               |                       |                                                                              |                                                                              |                                                                            | | | Isabella *? †? Gian Enrico Arconati                                    | Isabella *? †? Gian Enrico Arconati                                               | Antonia †1537 1.Melchiorre Ricci 2.Gaspare Della Torre                                       | Antonia †1537 1.Melchiorre Ricci 2.Gaspare Della Torre                                                          | Dionigi *1508 †1580 Isabella Pusterla                                                                           | Dionigi *1508 †1580 Isabella Pusterla                                  | Giovanni Battista *? †? ?                                              | Giovanni Battista *? †? ?                                                 | Bianca *? †? ?                                                                         | Bianca *? †? ?                                                                         | Gerolama *? †? ?                                                   | Gerolama *? †? ?                                                              | Cecilia *? †? ?                                                               | Cecilia *? †? ?                                               | Faustina *? †? ?                                              | Faustina *? †? ?                                                    | | | | |                                             |                                    |                                    |                                                       |                                                       |                                    |                   |                                  |                                  |                                   |                                                       |                                                       |                                         |                       |                       |                   |                   |                              |                                                       |                                                       |                    |                   |                   |                  |                  |
|                     |                     |                         |                         |                                                                                                   |                                                                                                   |                               |                               |                       |                                                                              |                                                                              |                                                                            | | |                                                                        |                                                                                   |                                                                                              | | |                                                                        |                                                                        |                                                                           |                                                                                        |                                                                                        |                                                                    |                                                                               |                                                                               |                                                               |                                                               |                                                                     | | | | |                                             |                                    |                                    |                                                       |                                                       |                                    |                   |                                  |                                  |                                   |                                                       |                                                       |                                         |                       |                       |                   |                   |                              |                                                       |                                                       |                    |                   |                   |                  |                  |
|                     |                     |                         |                         |                                                                                                   |                                                                                                   |                               |                               |                       |                                                                              |                                                                              |                                                                            | | |                                                                        |                                                                                   |                                                                                              | | |                                                                        |                                                                        |                                                                           |                                                                                        |                                                                                        |                                                                    |                                                                               |                                                                               |                                                               |                                                               |                                                                     | | | | |                                             |                                    |                                    |                                                       |                                                       |                                    |                   |                                  |                                  |                                   |                                                       |                                                       |                                         |                       |                       |                   |                   |                              |                                                       |                                                       |                    |                   |                   |                  |                  |
|                     |                     |                         |                         |                                                                                                   |                                                                                                   |                               |                               |                       |                                                                              |                                                                              |                                                                            | | |                                                                        |                                                                                   | Sforza *1531 †1612 Giulia Visconti di Somma                                                  | Sforza *1531 †1612 Giulia Visconti di Somma                                                                     | Chiara †1569 Camillo Stanga, conte di Castelnuovo Bocca d'Adda                                                  | Chiara †1569 Camillo Stanga, conte di Castelnuovo Bocca d'Adda         | Margherita *? †? Scipione Simonetta, conte palatino                    | Margherita *? †? Scipione Simonetta, conte palatino                       |                                                                                        |                                                                                        |                                                                    |                                                                               |                                                                               |                                                               |                                                               |                                                                     | | | | |                                             |                                    |                                    |                                                       |                                                       |                                    |                   |                                  |                                  |                                   |                                                       |                                                       |                                         |                       |                       |                   |                   |                              |                                                       |                                                       |                    |                   |                   |                  |                  |
|                     |                     |                         |                         |                                                                                                   |                                                                                                   |                               |                               |                       |                                                                              |                                                                              |                                                                            | | |                                                                        |                                                                                   |                                                                                              | | |                                                                        |                                                                        |                                                                           |                                                                                        |                                                                                        |                                                                    |                                                                               |                                                                               |                                                               |                                                               |                                                                     | | | | |                                             |                                    |                                    |                                                       |                                                       |                                    |                   |                                  |                                  |                                   |                                                       |                                                       |                                         |                       |                       |                   |                   |                              |                                                       |                                                       |                    |                   |                   |                  |                  |
|                     |                     |                         |                         |                                                                                                   |                                                                                                   |                               |                               |                       |                                                                              |                                                                              |                                                                            | | |                                                                        |                                                                                   |                                                                                              | | |                                                                        |                                                                        |                                                                           |                                                                                        |                                                                                        |                                                                    |                                                                               |                                                                               |                                                               |                                                               |                                                                     | | | | |                                             |                                    |                                    |                                                       |                                                       |                                    |                   |                                  |                                  |                                   |                                                       |                                                       |                                         |                       |                       |                   |                   |                              |                                                       |                                                       |                    |                   |                   |                  |                  |
|                     |                     |                         |                         |                                                                                                   | Francesco † Infante                                                                               | Francesco † Infante           | Cesare † Infante              | Cesare † Infante      | Francesco †1594                                                              | Francesco †1594                                                              | Giovanni Battista *1560 †1621 vescovo di Cremona                           | Giovanni Battista *1560 †1621 vescovo di Cremona                                                                   | Niccolò *1570 †? senza eredi                                                                                       | Niccolò *1570 †? senza eredi                                           | Cesare, I marchese di Santa Maria in Prato *1573 †1634 Isabella Vertemate Franchi | Cesare, I marchese di Santa Maria in Prato *1573 †1634 Isabella Vertemate Franchi            | Marta †1604 Gian Filippo Canavesi                                                                               | Marta †1604 Gian Filippo Canavesi                                                                               | Isabella †1611 Luigi Melzi, I conte di Magenta                         | Isabella †1611 Luigi Melzi, I conte di Magenta                         | Chiara † Infante                                                          | Chiara † Infante                                                                       | Camillo † Infante                                                                      | Camillo † Infante                                                  | Giacomo † Infante                                                             | Giacomo † Infante                                                             | Margherita *1575 †? Carlo Castiglioni                         | Margherita *1575 †? Carlo Castiglioni                         |                                                                     | | | | |                                             |                                    |                                    |                                                       |                                                       |                                    |                   |                                  |                                  |                                   |                                                       |                                                       |                                         |                       |                       |                   |                   |                              |                                                       |                                                       |                    |                   |                   |                  |                  |
|                     |                     |                         |                         |                                                                                                   |                                                                                                   |                               |                               |                       |                                                                              |                                                                              |                                                                            | | |                                                                        |                                                                                   |                                                                                              | | |                                                                        |                                                                        |                                                                           |                                                                                        |                                                                                        |                                                                    |                                                                               |                                                                               |                                                               |                                                               |                                                                     | | | | |                                             |                                    |                                    |                                                       |                                                       |                                    |                   |                                  |                                  |                                   |                                                       |                                                       |                                         |                       |                       |                   |                   |                              |                                                       |                                                       |                    |                   |                   |                  |                  |
|                     |                     |                         |                         |                                                                                                   |                                                                                                   |                               |                               |                       |                                                                              |                                                                              |                                                                            | | |                                                                        |                                                                                   |                                                                                              | | |                                                                        |                                                                        |                                                                           |                                                                                        |                                                                                        |                                                                    |                                                                               |                                                                               |                                                               |                                                               |                                                                     | | | | |                                             |                                    |                                    |                                                       |                                                       |                                    |                   |                                  |                                  |                                   |                                                       |                                                       |                                         |                       |                       |                   |                   |                              |                                                       |                                                       |                    |                   |                   |                  |                  |
| Dionigi *1597 †1634 | Dionigi *1597 †1634 | Antonia *1599 † giovane | Antonia *1599 † giovane | Francesco, II marchese di Santa Maria in Prato *1600 †1640 Isabella Visconti Borromeo senza eredi | Francesco, II marchese di Santa Maria in Prato *1600 †1640 Isabella Visconti Borromeo senza eredi | Giulia Margherita *1601 †1603 | Giulia Margherita *1601 †1603 | Lelia *1602 † giovane | Lelia *1602 † giovane                                                        | Francesca Margherita *1603 †1646 Paolo Biumi, marchese di Binasco            | Francesca Margherita *1603 †1646 Paolo Biumi, marchese di Binasco          | Giulia Maria *1605 †1615                                                                                           | Giulia Maria *1605 †1615                                                                                           | Cinzio Girolamo *1606 †1607                                            | Cinzio Girolamo *1606 †1607                                                       | Angela *1607 †1609                                                                           | Angela *1607 †1609                                                                                              | Girolamo *1608 †1613                                                                                            | Girolamo *1608 †1613                                                   | Maria */†1609                                                          | Maria */†1609                                                             | Sforza, III marchese di Santa Maria in Prato *1611 †1660 senza eredi                   | Sforza, III marchese di Santa Maria in Prato *1611 †1660 senza eredi                   | Maria */†1612                                                      | Maria */†1612                                                                 | Clara *1614 †1615                                                             | Clara *1614 †1615                                             | Carlo Luigi */†1616                                           | Carlo Luigi */†1616                                                 | Luigi, IV marchese di Santa Maria in Prato *1617 †1676 1.Paola Visconti di Lonate Pozzolo 2.Cecilia Rovida 3.Teresa Stampa         | Luigi, IV marchese di Santa Maria in Prato *1617 †1676 1.Paola Visconti di Lonate Pozzolo 2.Cecilia Rovida 3.Teresa Stampa         | | |                                             |                                    |                                    |                                                       |                                                       |                                    |                   |                                  |                                  |                                   |                                                       |                                                       |                                         |                       |                       |                   |                   |                              |                                                       |                                                       |                    |                   |                   |                  |                  |
|                     |                     |                         |                         |                                                                                                   |                                                                                                   |                               |                               |                       |                                                                              |                                                                              |                                                                            | | |                                                                        |                                                                                   |                                                                                              | | |                                                                        |                                                                        |                                                                           |                                                                                        |                                                                                        |                                                                    |                                                                               |                                                                               |                                                               |                                                               |                                                                     | | | | |                                             |                                    |                                    |                                                       |                                                       |                                    |                   |                                  |                                  |                                   |                                                       |                                                       |                                         |                       |                       |                   |                   |                              |                                                       |                                                       |                    |                   |                   |                  |                  |
|                     |                     |                         |                         |                                                                                                   |                                                                                                   |                               |                               |                       |                                                                              |                                                                              |                                                                            | | |                                                                        |                                                                                   |                                                                                              | | |                                                                        |                                                                        |                                                                           |                                                                                        |                                                                                        |                                                                    |                                                                               |                                                                               |                                                               |                                                               |                                                                     | | | | |                                             |                                    |                                    |                                                       |                                                       |                                    |                   |                                  |                                  |                                   |                                                       |                                                       |                                         |                       |                       |                   |                   |                              |                                                       |                                                       |                    |                   |                   |                  |                  |
|                     |                     |                         |                         |                                                                                                   |                                                                                                   |                               |                               |                       |                                                                              |                                                                              |                                                                            | | |                                                                        |                                                                                   |                                                                                              | | |                                                                        |                                                                        |                                                                           |                                                                                        |                                                                                        |                                                                    |                                                                               |                                                                               |                                                               |                                                               |                                                                     | 2.Cesare, V marchese di Santa Maria in Prato *1662 †1723 Laura Bossi                                                               | | | |                                             |                                    |                                    |                                                       |                                                       |                                    |                   |                                  |                                  |                                   |                                                       |                                                       |                                         |                       |                       |                   |                   |                              |                                                       |                                                       |                    |                   |                   |                  |                  |
|                     |                     |                         |                         |                                                                                                   |                                                                                                   |                               |                               |                       |                                                                              |                                                                              |                                                                            | | |                                                                        |                                                                                   |                                                                                              | | |                                                                        |                                                                        |                                                                           |                                                                                        |                                                                                        |                                                                    |                                                                               |                                                                               |                                                               |                                                               |                                                                     | | | | |                                             |                                    |                                    |                                                       |                                                       |                                    |                   |                                  |                                  |                                   |                                                       |                                                       |                                         |                       |                       |                   |                   |                              |                                                       |                                                       |                    |                   |                   |                  |                  |
|                     |                     |                         |                         |                                                                                                   |                                                                                                   |                               |                               |                       |                                                                              |                                                                              |                                                                            | | |                                                                        |                                                                                   |                                                                                              | | |                                                                        |                                                                        |                                                                           |                                                                                        |                                                                                        |                                                                    |                                                                               |                                                                               |                                                               |                                                               |                                                                     | | | | |                                             |                                    |                                    |                                                       |                                                       |                                    |                   |                                  |                                  |                                   |                                                       |                                                       |                                         |                       |                       |                   |                   |                              |                                                       |                                                       |                    |                   |                   |                  |                  |
|                     |                     |                         |                         |                                                                                                   |                                                                                                   |                               |                               |                       |                                                                              |                                                                              |                                                                            | | |                                                                        |                                                                                   |                                                                                              | | |                                                                        |                                                                        |                                                                           |                                                                                        |                                                                                        |                                                                    |                                                                               |                                                                               |                                                               |                                                               |                                                                     | Luigi Gaetano, VI marchese di Santa Maria in Prato *1692 †1766 Giovanna Visconti di Lonate Pozzolo                                 | | | |                                             |                                    |                                    |                                                       |                                                       |                                    |                   |                                  |                                  |                                   |                                                       |                                                       |                                         |                       |                       |                   |                   |                              |                                                       |                                                       |                    |                   |                   |                  |                  |
|                     |                     |                         |                         |                                                                                                   |                                                                                                   |                               |                               |                       |                                                                              |                                                                              |                                                                            | | |                                                                        |                                                                                   |                                                                                              | | |                                                                        |                                                                        |                                                                           |                                                                                        |                                                                                        |                                                                    |                                                                               |                                                                               |                                                               |                                                               |                                                                     | | | | |                                             |                                    |                                    |                                                       |                                                       |                                    |                   |                                  |                                  |                                   |                                                       |                                                       |                                         |                       |                       |                   |                   |                              |                                                       |                                                       |                    |                   |                   |                  |                  |
|                     |                     |                         |                         |                                                                                                   |                                                                                                   |                               |                               |                       |                                                                              |                                                                              |                                                                            | | |                                                                        |                                                                                   |                                                                                              | | |                                                                        |                                                                        |                                                                           |                                                                                        |                                                                                        |                                                                    |                                                                               |                                                                               |                                                               |                                                               |                                                                     | | | | |                                             |                                    |                                    |                                                       |                                                       |                                    |                   |                                  |                                  |                                   |                                                       |                                                       |                                         |                       |                       |                   |                   |                              |                                                       |                                                       |                    |                   |                   |                  |                  |
|                     |                     |                         |                         |                                                                                                   |                                                                                                   |                               |                               |                       |                                                                              |                                                                              |                                                                            | | |                                                                        |                                                                                   |                                                                                              | | |                                                                        |                                                                        |                                                                           |                                                                                        |                                                                                        |                                                                    |                                                                               |                                                                               |                                                               |                                                               |                                                                     | Sforza, VII marchese di Santa Maria in Prato *1722 †1799 Teresa Visconti di Modrone                                                | | | |                                             |                                    |                                    |                                                       |                                                       |                                    |                   |                                  |                                  |                                   |                                                       |                                                       |                                         |                       |                       |                   |                   |                              |                                                       |                                                       |                    |                   |                   |                  |                  |
|                     |                     |                         |                         |                                                                                                   |                                                                                                   |                               |                               |                       |                                                                              |                                                                              |                                                                            | | |                                                                        |                                                                                   |                                                                                              | | |                                                                        |                                                                        |                                                                           |                                                                                        |                                                                                        |                                                                    |                                                                               |                                                                               |                                                               |                                                               |                                                                     | | | | |                                             |                                    |                                    |                                                       |                                                       |                                    |                   |                                  |                                  |                                   |                                                       |                                                       |                                         |                       |                       |                   |                   |                              |                                                       |                                                       |                    |                   |                   |                  |                  |
|                     |                     |                         |                         |                                                                                                   |                                                                                                   |                               |                               |                       |                                                                              |                                                                              |                                                                            | | |                                                                        |                                                                                   |                                                                                              | | |                                                                        |                                                                        |                                                                           |                                                                                        |                                                                                        |                                                                    |                                                                               |                                                                               |                                                               |                                                               |                                                                     | | | | |                                             |                                    |                                    |                                                       |                                                       |                                    |                   |                                  |                                  |                                   |                                                       |                                                       |                                         |                       |                       |                   |                   |                              |                                                       |                                                       |                    |                   |                   |                  |                  |
|                     |                     |                         |                         |                                                                                                   |                                                                                                   |                               |                               |                       |                                                                              |                                                                              |                                                                            | | |                                                                        |                                                                                   |                                                                                              | | |                                                                        |                                                                        |                                                                           |                                                                                        |                                                                                        |                                                                    |                                                                               |                                                                               |                                                               | Laura *1749 †1804 Francesco Lonati, I marchese delle Vignole  | Laura *1749 †1804 Francesco Lonati, I marchese delle Vignole        | Cesare, VIII marchese di Santa Maria in Prato *1750 †1827 1.Isabella Anna Durini 2.Apollonia Claudia Erba Odescalchi BRIVIO SFORZA | Cesare, VIII marchese di Santa Maria in Prato *1750 †1827 1.Isabella Anna Durini 2.Apollonia Claudia Erba Odescalchi BRIVIO SFORZA | Maria Giovanna Giuseppa *1756 †1824 1.Giovanni Cicogna Mozzoni, conte di Terdobbiate 2.Antonio Rinaldini | Maria Giovanna Giuseppa *1756 †1824 1.Giovanni Cicogna Mozzoni, conte di Terdobbiate 2.Antonio Rinaldini |                                             |                                    |                                    |                                                       |                                                       |                                    |                   |                                  |                                  |                                   |                                                       |                                                       |                                         |                       |                       |                   |                   |                              |                                                       |                                                       |                    |                   |                   |                  |                  |
|                     |                     |                         |                         |                                                                                                   |                                                                                                   |                               |                               |                       |                                                                              |                                                                              |                                                                            | | |                                                                        |                                                                                   |                                                                                              | | |                                                                        |                                                                        |                                                                           |                                                                                        |                                                                                        |                                                                    |                                                                               |                                                                               |                                                               |                                                               |                                                                     | | | | |                                             |                                    |                                    |                                                       |                                                       |                                    |                   |                                  |                                  |                                   |                                                       |                                                       |                                         |                       |                       |                   |                   |                              |                                                       |                                                       |                    |                   |                   |                  |                  |
|                     |                     |                         |                         |                                                                                                   |                                                                                                   |                               |                               |                       |                                                                              |                                                                              |                                                                            | | |                                                                        |                                                                                   |                                                                                              | | |                                                                        |                                                                        |                                                                           |                                                                                        |                                                                                        |                                                                    |                                                                               |                                                                               |                                                               |                                                               |                                                                     | | | | |                                             |                                    |                                    |                                                       |                                                       |                                    |                   |                                  |                                  |                                   |                                                       |                                                       |                                         |                       |                       |                   |                   |                              |                                                       |                                                       |                    |                   |                   |                  |                  |
|                     |                     |                         |                         |                                                                                                   |                                                                                                   |                               |                               |                       |                                                                              |                                                                              |                                                                            | | |                                                                        |                                                                                   | 1.Annibale, IX marchese di Santa Maria in Prato *1782 †1851 Francesca Barbiano di Belgioioso | 1.Annibale, IX marchese di Santa Maria in Prato *1782 †1851 Francesca Barbiano di Belgioioso                    | 1.Luigi *1783 †1835 senza eredi                                                                                 | 1.Luigi *1783 †1835 senza eredi                                        | 2.Marianna *1786 †1842 Giuseppe Casati, III conte di Spino             | 2.Marianna *1786 †1842 Giuseppe Casati, III conte di Spino                | 2.Teresa *1792 †? Giuseppe Pasolini Zanelli, conte                                     | 2.Teresa *1792 †? Giuseppe Pasolini Zanelli, conte                                     |                                                                    | 2.Claudia *1795 †1834 Galeotto Barbiano di Belgiojoso, XI conte di Belgioioso | 2.Claudia *1795 †1834 Galeotto Barbiano di Belgiojoso, XI conte di Belgioioso | 2.Camilla *1798 †1827 Federico Parravicini, conte Parravicini | 2.Camilla *1798 †1827 Federico Parravicini, conte Parravicini | 2.Elena *1800 †1862 Morandino Camillo Stanga Ariberti, conte Stanga | 2.Elena *1800 †1862 Morandino Camillo Stanga Ariberti, conte Stanga                                                                | 2.Giovanni Battista *1801 †1871 Isabella Casati                                                                                    | 2.Giovanni Battista *1801 †1871 Isabella Casati                                                          | |                                             |                                    |                                    |                                                       |                                                       |                                    |                   |                                  |                                  |                                   |                                                       | 2.Francesco *1805 †1852 Carolina Crippa               | 2.Francesco *1805 †1852 Carolina Crippa |                       |                       |                   |                   |                              |                                                       |                                                       |                    |                   |                   |                  |                  |
|                     |                     |                         |                         |                                                                                                   |                                                                                                   |                               |                               |                       |                                                                              |                                                                              |                                                                            | | |                                                                        |                                                                                   |                                                                                              | | |                                                                        |                                                                        |                                                                           |                                                                                        |                                                                                        |                                                                    |                                                                               |                                                                               |                                                               |                                                               |                                                                     | | | | |                                             |                                    |                                    |                                                       |                                                       |                                    |                   |                                  |                                  |                                   |                                                       |                                                       |                                         |                       |                       |                   |                   |                              |                                                       |                                                       |                    |                   |                   |                  |                  |
|                     |                     |                         |                         |                                                                                                   |                                                                                                   |                               |                               |                       |                                                                              |                                                                              |                                                                            | | |                                                                        |                                                                                   |                                                                                              | | |                                                                        |                                                                        |                                                                           |                                                                                        |                                                                                        |                                                                    |                                                                               |                                                                               |                                                               |                                                               |                                                                     | | | | |                                             |                                    |                                    |                                                       |                                                       |                                    |                   |                                  |                                  |                                   |                                                       |                                                       |                                         |                       |                       |                   |                   |                              |                                                       |                                                       |                    |                   |                   |                  |                  |
|                     |                     |                         |                         |                                                                                                   |                                                                                                   |                               |                               |                       |                                                                              |                                                                              | Ippolito *1812 †1841 senza eredi                                           | Ippolito *1812 †1841 senza eredi                                                                                   | Margherita *1813 †1901 Giuseppe Carlo Ambrogio Caccia Dominioni, conte                                             | Margherita *1813 †1901 Giuseppe Carlo Ambrogio Caccia Dominioni, conte | Luigia *1816 †1842 Ippolito Cavriani, marchese                                    | Luigia *1816 †1842 Ippolito Cavriani, marchese                                               | Giacomo, X marchese di Santa Maria in Prato *1819 †1901 1.Maria Castelbarco Visconti Simonetta 2.Angela Clerici | Giacomo, X marchese di Santa Maria in Prato *1819 †1901 1.Maria Castelbarco Visconti Simonetta 2.Angela Clerici | Isabella *1822 †1903 Ascanio Parravicini, conte                        | Isabella *1822 †1903 Ascanio Parravicini, conte                        | Daria *1826 †1905 Ippolito Cavriani, marchese                             | Daria *1826 †1905 Ippolito Cavriani, marchese                                          |                                                                                        |                                                                    |                                                                               |                                                                               |                                                               |                                                               |                                                                     | | | Gabrio *1833 †1903 Luisa Florio di San Cassiano                                                          | Gabrio *1833 †1903 Luisa Florio di San Cassiano                                                          |                                             |                                    |                                    |                                                       | Giuseppe *1839 †1900 Carolina Gola                    | Giuseppe *1839 †1900 Carolina Gola |                   |                                  |                                  |                                   | Stefano *1844 †? Claudia Maria Barbiano di Belgioioso | Stefano *1844 †? Claudia Maria Barbiano di Belgioioso |                                         |                       |                       |                   |                   |                              | Luigi *1854 †? Caterina Teresa Barbiano di Belgioioso | Luigi *1854 †? Caterina Teresa Barbiano di Belgioioso |                    |                   |                   |                  |                  |
|                     |                     |                         |                         |                                                                                                   |                                                                                                   |                               |                               |                       |                                                                              |                                                                              |                                                                            | | |                                                                        |                                                                                   |                                                                                              | | |                                                                        |                                                                        |                                                                           |                                                                                        |                                                                                        |                                                                    |                                                                               |                                                                               |                                                               |                                                               |                                                                     | | | | |                                             |                                    |                                    |                                                       |                                                       |                                    |                   |                                  |                                  |                                   |                                                       |                                                       |                                         |                       |                       |                   |                   |                              |                                                       |                                                       |                    |                   |                   |                  |                  |
|                     |                     |                         |                         |                                                                                                   |                                                                                                   |                               |                               |                       |                                                                              |                                                                              |                                                                            | | |                                                                        |                                                                                   |                                                                                              | | |                                                                        |                                                                        |                                                                           |                                                                                        |                                                                                        |                                                                    |                                                                               |                                                                               |                                                               |                                                               |                                                                     | | | | |                                             |                                    |                                    |                                                       |                                                       |                                    |                   |                                  |                                  |                                   |                                                       |                                                       |                                         |                       |                       |                   |                   |                              |                                                       |                                                       |                    |                   |                   |                  |                  |
|                     |                     |                         |                         |                                                                                                   |                                                                                                   |                               |                               |                       |                                                                              |                                                                              |                                                                            | 1.Cesare Annibale, XI marchese di Santa Maria in Prato *1857 †1925 1.Giuseppina Medolago Albani 2.Camilla Broggini | 1.Cesare Annibale, XI marchese di Santa Maria in Prato *1857 †1925 1.Giuseppina Medolago Albani 2.Camilla Broggini |                                                                        |                                                                                   |                                                                                              | 2.Luisa *1887 †1976 Claudio di Seyssel, marchese d'Aix                                                          | 2.Luisa *1887 †1976 Claudio di Seyssel, marchese d'Aix                                                          |                                                                        |                                                                        |                                                                           | 2.Annibale, XII marchese di Santa Maria in Prato *1892 †1988 Marianna Giulia Trivulzio | 2.Annibale, XII marchese di Santa Maria in Prato *1892 †1988 Marianna Giulia Trivulzio |                                                                    |                                                                               |                                                                               |                                                               |                                                               |                                                                     | | Isabella *1872 †? Giambattista Callegari                                                                                           | Isabella *1872 †? Giambattista Callegari                                                                 | Danese *1873 †1946 Matilde Boglietti                                                                     | Danese *1873 †1946 Matilde Boglietti        | Francesco *1864 †? Carolina Alievi | Francesco *1864 †? Carolina Alievi | Maria Elisabetta *1865 †? monaca sacramentina a Monza | Maria Elisabetta *1865 †? monaca sacramentina a Monza | Teresa *1867 †? ?                  | Teresa *1867 †? ? | Domenico *1869 †? Caterina Calvi | Domenico *1869 †? Caterina Calvi | Giuseppe *1868 †? Diana de Bionne | Giuseppe *1868 †? Diana de Bionne                     | Maria *? †? ?                                         | Maria *? †? ?                           | Alessandro *1871 †? ? | Alessandro *1871 †? ? | Francesco *? †? ? | Francesco *? †? ? | Giovanni Battista *1883 †? ? | Giovanni Battista *1883 †? ?                          | Margherita *? †? ?                                    | Margherita *? †? ? | Carmelita *? †? ? | Carmelita *? †? ? | Carolina *? †? ? | Carolina *? †? ? |
|                     |                     |                         |                         |                                                                                                   |                                                                                                   |                               |                               |                       |                                                                              |                                                                              |                                                                            | | |                                                                        |                                                                                   |                                                                                              | | |                                                                        |                                                                        |                                                                           |                                                                                        |                                                                                        |                                                                    |                                                                               |                                                                               |                                                               |                                                               |                                                                     | | | | |                                             |                                    |                                    |                                                       |                                                       |                                    |                   |                                  |                                  |                                   |                                                       |                                                       |                                         |                       |                       |                   |                   |                              |                                                       |                                                       |                    |                   |                   |                  |                  |
|                     |                     |                         |                         |                                                                                                   |                                                                                                   |                               |                               |                       |                                                                              |                                                                              |                                                                            | | |                                                                        |                                                                                   |                                                                                              | | |                                                                        |                                                                        |                                                                           |                                                                                        |                                                                                        |                                                                    |                                                                               |                                                                               |                                                               |                                                               |                                                                     | | | | |                                             |                                    |                                    |                                                       |                                                       |                                    |                   |                                  |                                  |                                   |                                                       |                                                       |                                         |                       |                       |                   |                   |                              |                                                       |                                                       |                    |                   |                   |                  |                  |
|                     |                     |                         |                         |                                                                                                   |                                                                                                   |                               |                               |                       | 1.Maria Ippolita *1885 †1920 Ugo di Carpegna Gabrielli, VI conte di Carpegna | 1.Maria Ippolita *1885 †1920 Ugo di Carpegna Gabrielli, VI conte di Carpegna | 1.Maria Teresa *1887 †1974 Ugo di Carpegna Gabrielli, VI conte di Carpegna | 1.Maria Teresa *1887 †1974 Ugo di Carpegna Gabrielli, VI conte di Carpegna                                         | 1.Giacomina Concetta *1893 †1967                                                                                   | 1.Giacomina Concetta *1893 †1967                                       | 1.Beatrice *1895 †1976 Alessandro Sagramoso, conte palatino                       | 1.Beatrice *1895 †1976 Alessandro Sagramoso, conte palatino                                  | Giacomo Luigi, XIII marchese di Santa Maria in Prato *1918 †1994 Adriana Gulinelli                              | Giacomo Luigi, XIII marchese di Santa Maria in Prato *1918 †1994 Adriana Gulinelli                              | Angela Maddalena *1919 †2005 Giovanni Jacini, II conte di San Gervasio | Angela Maddalena *1919 †2005 Giovanni Jacini, II conte di San Gervasio | Luigi Alberico *1922 †2002 Maria Isabella Cenami Spada                    | Luigi Alberico *1922 †2002 Maria Isabella Cenami Spada                                 | Maria Isabella *? †? Luigi Francesco Medici del Vascello, marchese                     | Maria Isabella *? †? Luigi Francesco Medici del Vascello, marchese | Gianfrancesco *1926 †1997 1.Graziella Borsini                                 | Gianfrancesco *1926 †1997 1.Graziella Borsini                                 | Margherita *? †? Carlo Orombelli                              | Margherita *? †? Carlo Orombelli                              |                                                                     | | | | Antonio Sforza *1905 †1995 Vittoria Perrone                                                              | Antonio Sforza *1905 †1995 Vittoria Perrone |                                    |                                    |                                                       |                                                       |                                    |                   |                                  |                                  |                                   |                                                       |                                                       |                                         |                       |                       |                   |                   |                              |                                                       |                                                       |                    |                   |                   |                  |                  |
|                     |                     |                         |                         |                                                                                                   |                                                                                                   |                               |                               |                       |                                                                              |                                                                              |                                                                            | | |                                                                        |                                                                                   |                                                                                              | | |                                                                        |                                                                        |                                                                           |                                                                                        |                                                                                        |                                                                    |                                                                               |                                                                               |                                                               |                                                               |                                                                     | | | | |                                             |                                    |                                    |                                                       |                                                       |                                    |                   |                                  |                                  |                                   |                                                       |                                                       |                                         |                       |                       |                   |                   |                              |                                                       |                                                       |                    |                   |                   |                  |                  |
|                     |                     |                         |                         |                                                                                                   |                                                                                                   |                               |                               |                       |                                                                              |                                                                              |                                                                            | | |                                                                        |                                                                                   |                                                                                              | | |                                                                        |                                                                        |                                                                           |                                                                                        |                                                                                        |                                                                    |                                                                               |                                                                               |                                                               |                                                               |                                                                     | | | | |                                             |                                    |                                    |                                                       |                                                       |                                    |                   |                                  |                                  |                                   |                                                       |                                                       |                                         |                       |                       |                   |                   |                              |                                                       |                                                       |                    |                   |                   |                  |                  |
|                     |                     |                         |                         |                                                                                                   |                                                                                                   |                               |                               |                       |                                                                              |                                                                              |                                                                            | | |                                                                        |                                                                                   |                                                                                              | Annibale Giacomo, XIV marchese di Santa Maria in Prato *1948 ?                                                  | Annibale Giacomo, XIV marchese di Santa Maria in Prato *1948 ?                                                  |                                                                        |                                                                        |                                                                           |                                                                                        |                                                                                        |                                                                    |                                                                               |                                                                               |                                                               |                                                               |                                                                     | | | | Cesare *1939 †2019 Roberta Zambeletti                                                                    | Cesare *1939 †2019 Roberta Zambeletti       |                                    |                                    |                                                       |                                                       |                                    |                   |                                  |                                  |                                   |                                                       |                                                       |                                         |                       |                       |                   |                   |                              |                                                       |                                                       |                    |                   |                   |                  |                  |
|                     |                     |                         |                         |                                                                                                   |                                                                                                   |                               |                               |                       |                                                                              |                                                                              |                                                                            | | |                                                                        |                                                                                   |                                                                                              | | |                                                                        |                                                                        |                                                                           |                                                                                        |                                                                                        |                                                                    |                                                                               |                                                                               |                                                               |                                                               |                                                                     | | | | |                                             |                                    |                                    |                                                       |                                                       |                                    |                   |                                  |                                  |                                   |                                                       |                                                       |                                         |                       |                       |                   |                   |                              |                                                       |                                                       |                    |                   |                   |                  |                  |
|                     |                     |                         |                         |                                                                                                   |                                                                                                   |                               |                               |                       |                                                                              |                                                                              |                                                                            | | |                                                                        |                                                                                   |                                                                                              | | |                                                                        |                                                                        |                                                                           |                                                                                        |                                                                                        |                                                                    |                                                                               |                                                                               |                                                               |                                                               |                                                                     | | | | |                                             |                                    |                                    |                                                       |                                                       |                                    |                   |                                  |                                  |                                   |                                                       |                                                       |                                         |                       |                       |                   |                   |                              |                                                       |                                                       |                    |                   |                   |                  |                  |
|                     |                     |                         |                         |                                                                                                   |                                                                                                   |                               |                               |                       |                                                                              |                                                                              |                                                                            | | |                                                                        |                                                                                   |                                                                                              | | |                                                                        |                                                                        |                                                                           |                                                                                        |                                                                                        |                                                                    |                                                                               |                                                                               |                                                               |                                                               |                                                                     | | | Alberica *1972 ?                                                                                         | Alberica *1972 ?                                                                                         | Cristiana *1974 ?                           | Cristiana *1974 ?                  |                                    |                                                       |                                                       |                                    |                   |                                  |                                  |                                   |                                                       |                                                       |                                         |                       |                       |                   |                   |                              |                                                       |                                                       |                    |                   |                   |                  |                  |